# Planchonella cotinifolia
Planchonella cotinifolia är en tvåhjärtbladig växtart som först beskrevs av A.Dc., och fick sitt nu gällande namn av Marcel Marie Maurice Dubard. Planchonella cotinifolia ingår i släktet Planchonella och familjen Sapotaceae. Inga underarter finns listade i Catalogue of Life.